# 장마리 발레스트르
장마리 발레스트르(프랑스어: Jean-Marie Balestre, 1921년 4월 9일~2008년 3월 27일)는 프랑스의 모터스포츠 관리자, 언론인이다. 1978년부터 1991년까지 국제 자동차 스포츠 연맹(FISA) 회장, 1985년부터 1993년까지 국제 자동차 연맹(FIA) 회장을 지냈다.